# Lagmansereds distrikt
Lagmansereds distrikt är ett distrikt i Trollhättans kommun och Västra Götalands län. 
Distriktet ligger sydost om Trollhättan. 

## Tidigare administrativ tillhörighet
Distriktet inrättades 2016 och utgörs av socknen Lagmansered i Trollhättans kommun.
Området motsvarar den omfattning Lagmansereds församling hade vid årsskiftet 1999/2000.